# Láska klíčí i v ředitelně
Láska klíčí i v ředitelně (v anglickém originále Principal Charming) je 14. díl 2. řady (celkem 27.) amerického animovaného seriálu Simpsonovi. Scénář napsal David M. Stern a díl režíroval Mark Kirkland. V USA měl premiéru dne 14. února 1991 na stanici Fox Broadcasting Company a v Česku byl poprvé vysílán 10. září 1993 na stanici ČT1.

## Děj
Poté, co se Selma zúčastní svatby své kolegyně, prosí Marge, aby jí pomohla najít manžela. Marge požádá Homera, aby jí s hledáním pomohl, ale ten má problém nalézt někoho vhodného. Když je Bart přistižen, jak pomocí herbicidu vytváří své jméno na školní trávník, ředitel Skinner si Homera zavolá do kanceláře. Jakmile se Homer dozví, že Skinner je svobodný, pozve ho k Simpsonovým na večeři. Když Skinner dorazí do domu Simpsonových, Homer ho omylem představí Patty místo Selmě; Skinner se do ní okamžitě zakouká, čímž Selma ještě více zhorší své vyhlídky na manželství. 
Skinner pozve Patty na rande, ale ta se zdráhá. Selma ji povzbuzuje, aby šla na první rande po 25 letech, a varuje ji, že to může být její poslední šance se vdát. Patty se první rande se Skinnerem nelíbí, ale k Selmině nelibosti se scházejí dál. Protože je Skinner rozptýlen láskou k Patty, dovolí Bartovi a ostatním dětem, aby si ve škole dělali, co chtějí. Brzy požádá Barta o pomoc, aby Patty přesvědčil ke svatbě. Ve stejné době Homer domluví rande mezi Barneym a Selmou, kterého se ona neochotně zúčastní. 
Po Bartově vzoru Skinner použije herbicid, aby na školní trávník napsal „Vezmi si mě, Patty“. Skinner ji vezme na vrchol školní zvonice, aby ji požádal o ruku. Patty je polichocena, ale odmítne, protože ji se Selmou pojí zvláštní pouto dvojčat. Patty oceňuje Skinnerovo pochopení a džentlmenské chování a přiznává, že kdyby se někdy usadila s nějakým mužem, vzala by si ho. Poté, co zachrání Patty Selmu před schůzkou s Barneym, ji odveze domů do jejich bytu. Svobodný Skinner opět uplatňuje svou autoritu nad Bartem tím, že zničí celý trávník herbicidem a donutí ho, aby škodu napravil tím, že pole znovu osází semínky, uspokojuje školníka Willieho. 

## Produkce
Scénář epizody napsal David M. Stern a režíroval ji Mark Kirkland. Stern obzvláště rád psal epizody o Marge a jejích sestrách Patty a Selmě. Výkonný producent Mike Reiss uvedl, že nikdo ze štábu se nedokázal s dvojčaty osobně ztotožnit, ale Stern „vypadal, že se do nich opravdu zaháčkoval, takže udělal několik skvělých epizod, v nichž vystupují členové rodiny Bouvierových“. Kvůli romantickému tématu epizody bylo její vysílání posunuto na Valentýna 14. února 1991, nicméně byla připravena k vysílání o několik měsíců dříve.
V dílu se poprvé v seriálu objevily postavy Hans Krtkovic, školník Willie a Jeremy Freedman. Willieho rolí v této epizodě bylo potrestat Barta tím, že ho donutil znovu osít trávu. Původně byl Willie napsán jen jako naštvaný školník a skutečnost, že je Skot, byla přidána během vytváření dílu. Jeho hlasem byl pověřen Dan Castellaneta, který však nevěděl, jaký hlas má použít. Sam Simon, jenž v té době režíroval, Castellanetovi řekl, aby použil přízvuk. Ten se nejprve pokusil použít španělský hlas, který Simonovi připadal jako příliš velké klišé. Poté zkusil „velkého hloupého Švéda“, což bylo také zamítnuto. Při třetím pokusu použil hlas naštvaného Skota, který byl shledán dostatečně vhodným a byl v epizodě použit. Původně se režiséři domnívali, že se Willie objeví jen jednou, ale od té doby se stal běžnou opakující se postavou. Tvůrce seriálu Matt Groening později prozradil, že postava byla částečně založena na Angusi Crockovi, kuchaři v kiltu ze skečové komediální show Second City Television, kterého ztvárnil Dave Thomas, a Jimmym Finlaysonovi, skotském herci s knírkem, který se objevil ve 33 filmech Laurela a Hardyho. Kromě Willieho propůjčil Castellaneta také hlas Jeremymu Freedmanovi, jehož hlas je převzat z postavy herce Richarda Crenny Waltera Dentona v sitcomu Our Miss Brooks. Hlas Hansi Krtkovicovi propůjčil také Castellaneta. Zatímco v jeho řidičském průkazu v této epizodě bylo uvedeno jeho jméno Ralph Melish, příjmení Krtkovic (v anglickém originálu Moleman) mu později dal Groening, jenž si myslel, že postava vypadá jako krtek.

## Kulturní odkazy
Scéna, v níž Skinner vyleze na zvonici, aby lépe viděl, odkud se line zápach tetrasulfátu sodného, je odkazem na závěrečnou scénu filmu Vertigo z roku 1958. V Krtkovicově řidičském průkazu je uvedeno, že se jmenuje Ralph Melish, což je odkaz na skeč Monty Pythonů The Adventures of Ralph Melish: Hot Dog and Knickers z alba The Monty Python Matching Tie and Handkerchief z roku 1973. Při hledání muže hodného Selmy si Homer představuje, že používá počítačem vylepšené překrytí svého zraku, podobně jako postavy z filmů Westworld, Terminátor a Robocop. Skinner zpívá píseň „Inchworm“ od Dannyho Kaye, když zvoní u bytu Patty a Selmy, a nese Patty po schodech zvonice, jako to udělal Quasimodo s Esmeraldou ve filmu Zvoník od Matky Boží z roku 1939. Selma zpívá Líze ukolébavkovou verzi písně „Brandy“ od Elliota Lurieho. Když se Patty loučí se Skinnerem, říká: „Dobrou noc, milý řediteli.“, což je odkaz na „Dobrou noc, milý princi.“ z Hamleta. Když se Skinner vrací do školy, prohlásí, že „Zítra je další školní den!“, což je odkaz na větu „Zítra je další den!“ z filmu Jih proti Severu z roku 1939.

## Přijetí
V původním vysílání skončil díl v týdnu od 11. do 17. února 1991 na 32. místě v žebříčku sledovanosti s ratingem 14,1, což odpovídá přibližně třinácti milionům domácností. V tom týdnu se jednalo o nejsledovanější pořad na stanici Fox.
Po odvysílání epizoda získala od televizních kritiků převážně pozitivní hodnocení. Autoři knihy I Can't Believe It's a Bigger and Better Updated Unofficial Simpsons Guide, Warren Martyn a Adrian Wood, napsali: „Dobrá zábava, v níž Patty i Selma získávají na lidskosti. Bart velmi dobře využívá své nově nabyté svobody jako Skinnerův pseudotchán, což značně rozčiluje školníka Willieho, jenž se zde objevuje poprvé.“.
Colin Jacobson z DVD Movie Guide napsal: „Mnoho seriálů by mohlo mít problém soustředit se na vedlejší postavy, jako jsou Skinner a Patty, ale tato epizoda fungovala dobře. Ačkoli se romantický tón mohl stát sentimentálním, pořadu se podařilo zůstat na správné straně této rovnice a dobře rozšířil charaktery postav.“. Doug Pratt, recenzent DVD a přispěvatel časopisu Rolling Stone, napsal, že díl „je silně orientovaný na postavy, ale dojemně komický“. IGN v recenzi 2. řady napsal: „Děj se odehrává ve znamení komedie. Ve 2. řadě lze najít několik skutečných vítězů a vlastně mě některé epizody v kolekci překvapily, protože jsem si myslel, že jsou z pozdějšího období seriálu, jako například (…) Láska klíčí i v ředitelně, kde se Skinner zamiluje do Patty.“.
Bill Goodykoontz z The Arizona Republic uvedl, že Láska klíčí i v ředitelně byla epizoda, díky níž „bylo jasné, že Simpsonovi nejsou jen malý chytrý animák, ale něco mnohem, mnohem víc“. Nathan Ditum z Total Filmu označil odkazy na filmy Jih proti Severu a Terminátor za šestý a pátý největší filmový odkaz v historii seriálu. Dawn Taylor z The DVD Journal je toho mínění, že nejlepší hláškou epizody byla Vočkova replika k deprimovanému Homerovi: „Homere, vzpamatuj se. Ze šťastné hodinky děláš hořkou ironii.“.